# Rolf Krake (schip, 1863)

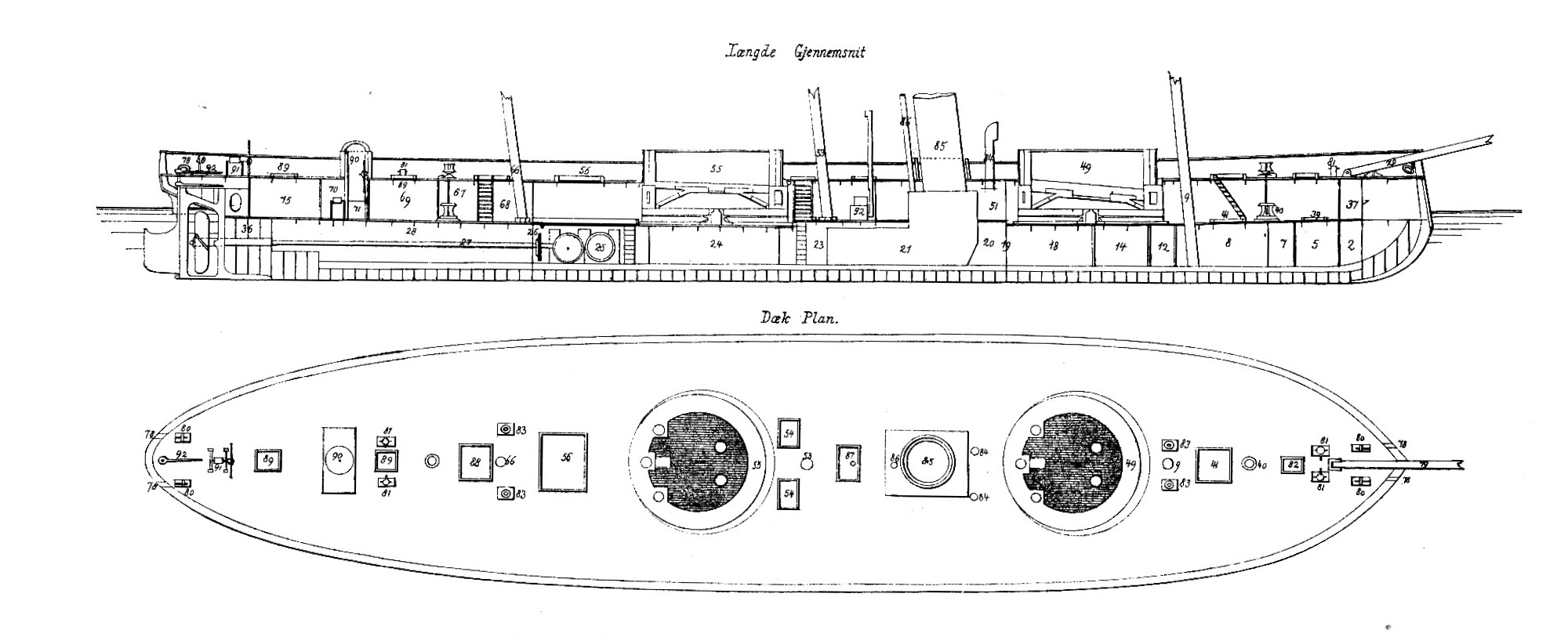
Tekening van Rolf Krake

De Rolf Krake was een Deens pantserschip. Het werd in 1862-1863 gebouwd in Schotland. Het was het eerste schip buiten de Verenigde Staten met kanonnen in roterende geschuttorens.

## Geschiedenis
Marineschepen maakten een zeer snelle technologische ontwikkeling door in de tweede helft van de 19e eeuw. Hout werd vervangen door ijzer of staal en zeilen maakten plaats voor stoommachines. Deze laatste namen minder plaats in en met het verdwijnen van de zeilen was het niet meer noodzakelijk om de kanonnen aan de zijde van het schip te plaatsen. Eerder in 1862 was de USS Monitor in de vaart gekomen, dit oorlogsschip had een draaiende toren maar was alleen geschikt om dicht bij de kust te opereren. In augustus 1862 plaatste het Deense ministerie van Marine de bouwopdracht voor de Rolf Krake. In juli 1863 werd het geleverd en het was destijds een van de meest moderne oorlogsschepen.

## Beschrijving
De Rolf Krake was uitgerust met twee geschuttorens. Deze stonden aan de voor- en achterzijde van het schip op de middellijn. Elke toren had twee kanonnen met een kaliber van 205mm die om de drie minuten een salvo konden afvuren. De torens waren ontworpen door de Britse marine-officier en uitvinder Cowper Phipps Coles. De torens draaiden rond op cilinders die ook het gewicht van de torens droegen. Het had naast de drie masten ook een kleine stoommachine met een vermogen van 700 pk. Het was 57 meter lang en telde een bemanning van 141 koppen.

## Inzet
In de Tweede Duits-Deense Oorlog werd de Rolf Krake diverse malen ingezet. De eerste keer was op 18 februari 1864. De Rolf Krake beschoot een pontonbrug in de Flensburger Fjord bij Egernsund. Na het lossen van 57 schoten keerde het schip terug naar Sønderborg. Het was zelf ook geraakt en drie van de bemanningsleden waren gewond geraakt.
Na afloop van de oorlog bleef de Rolf Krake in de vaart. In de loop der jaren werden de kanonnen vervangen door modernere exemplaren. Rond 1870 werden de zeilen en masten helemaal verwijderd omdat ze het schootsveld van de kanonnen te veel hinderden. De drie masten werden vervangen door twee lichte seinpalen. In 1893 werd het schip uit actieve dienst genomen en gebruikt voor het testen van nieuwe wapens. In 1907 werd het volledig buiten dienst gesteld en naar Nederland gebracht voor de sloop.